# ترتیب فرشتگان در یهودیت
فرشتگان (عبری: מַלְאָךְ ملاک جمعه ملاکیم) در تمامی تورات مورد اشاره قرار می‌گیرد. ترتیب این فرشتگان به صورت زیر است.

## ابن میمون
ابن میمون در میشنا توراه ۱۰ رده فرشتگان را تعریف می‌کند.
| رده | فرشته              | پانویس                 |
| ۱   | حیوط(موجودات زنده) | کتاب حزقیال فصل ۱ و ۱۰ |
| ۲   | اوفانیم            | کتاب حزقیال فصل ۱ و ۱۰ |
| ۳   | ارلیم              | کتاب اشعیا ۳۳:۷        |
| ۴   | هشمالیم            | حزقیال ۱:۴             |
| ۵   | سرافیم             | اشعیا ۶                |
| ۶   | ملاکیم             | فرشتگان                |
| ۷   | الوهیم             | موجودات الهی           |
| ۸   | بنی الوهیم         | فرزندان موجودات الهی   |
| ۹   | چروبیم             | تلمود حگیگا            |
| ۱۰  | ایشیم              | دانیال ۱۰:۵            |

## در کابالا
در کابالا ده رده فرشتگان وجود دارد. هر یک از این فرشتگان به فرشتگان دیگری دستور می‌دهد و با یک سفیروت مرتبط هستند.
| رده | فرشتگان             | ترجمه              | فرشته           | سفیروت |
| --- | ------------------- | ------------------ | --------------- | ------ |
| ۱   | حیوط (موجودات زنده) | موجودات مقدس زنده  | متاترون         | کتر    |
| ۲   | اوفانیم             | چرخها              | رازیل           | چکما   |
| ۳   | ارلیم               | شجاعان             | زفکیل           | بینا   |
| ۴   | هشمالیم             | درخشندگان          | زدکیل           | چسد    |
| ۵   | سرافیم              | سوزندگان           | خمائل           | گبورا  |
| ۶   | ملکیم               | فرشتگان            | رافائل          | تیفرت  |
| ۷   | الوهیم              | موجودات الهی       | اوریل           | نتزاخ  |
| ۸   | بنی الوهیم          | پسران الوهیم       | میکائیل         | هود    |
| ۹   | چروبیم              | [ ۳ ]              | گابریل (جبرئیل) | یسد    |
| ۱۰  | ایشیم               | موجودات شبیه انسان | سندلفون         | ملکوت  |